# جام قهرمانان کونکاکاف ۱۹۶۹
جام قهرمانان کونکاکاف ۱۹۶۹ پنجمین دوره مسابقات بین‌المللی فوتبال باشگاهی سالانه جام قهرمانان کونکاکاف بود که در منطقه کونکاکاف (آمریکای شمالی، آمریکای مرکزی و دریای کارائیب)، برگزار شد و قهرمان سال منطقه کونکاکاف را معلوم کرد.
این مسابقات با حضور ۱۰ تیم از ۹ کشور مختلف برگزار شد: آنتیل هلند، برمودا، السالوادور، هائیتی، گواتمالا، هندوراس، مکزیک، نیکاراگوئه و کاستاریکا. مسابقات از ۲۵ آوریل تا ۳۰ سپتامبر ۱۹۶۹ برگزار شد. برعکس دوره‌های قبلی، مسابقات به بخش‌های مختلف تقسیم نشد و تیم‌ها به صورت رفت و برگشت به صورت سیستم مرحله‌ای انجام شد.
باشگاه کروز آزول مکزیک با برد ۱–۰ مقابل تیم گواتمالایی کامیونیکیشنس در فینال، برای اولین بار قهرمان مسابقات شد.

## مرحله اول
| ساپریسا | ۴–۰ | موتاگوا |
| ------- | --- | ------- |
|         |     |         |

| موتاگوا | ۱–۱ | ساپریسا |
| ------- | --- | ------- |
|         |     |         |

| کامیونیکیشنس | ۱–۱ | یوسی‌ای |
| ------------ | --- | ------ |
|              |     |        |

| یوسی‌ای | ۰–۳ | کامیونیکیشنس |
| ------ | --- | ------------ |
|        |     |              |

| آگویلا | ۳–۱ | یونگ کلمبیا |
| ------ | --- | ----------- |
|        |     |             |

| یونگ کلمبیا | ۲–۲ | آگویلا |
| ----------- | --- | ------ |
|             |     |        |

| سامرست تروجانز | ۱–۱ | ویولیت |
| -------------- | --- | ------ |
|                |     |        |

| ویولیت | ۰–۵ | سامرست تروجانز |
| ------ | --- | -------------- |
|        |     |                |

## مرحله دوم
| تولوکا | ۰–۰ | کروز آزول |
| ------ | --- | --------- |
|        |     |           |

| کروز آزول | ۰–۱ | تولوکا |
| --------- | --- | ------ |
|           |     |        |

- تولوکا به دلیل داشتن ۳ بازیکن غیر مجاز از مسابقات کنار رفت و کروز آزول جای آنها را گرفت.

| آگویلا | ۲–۵ | کامیونیکیشنس |
| ------ | --- | ------------ |
|        |     |              |

| کامیونیکیشنس | ۲–۲ | آگویلا |
| ------------ | --- | ------ |
|              |     |        |

| ساپریسا | ۳–۰ | سامرست تروجانز |
| ------- | --- | -------------- |
|         |     |                |

| سامرست تروجانز | ۰–۴ | ساپریسا |
| -------------- | --- | ------- |
|                |     |         |

## نیمه نهایی
| ساپریسا | ۲–۲ | کروز آزول |
| ------- | --- | --------- |
|         |     |           |

| کروز آزول | ۲–۱ | ساپریسا |
| --------- | --- | ------- |
|           |     |         |

- کامیونیکیشنس تا فینال به قرعه استراحت خورد.

## فینال
| کامیونیکیشنس | ۰–۰ | کروز آزول |
| ------------ | --- | --------- |
|              |     |           |

| کروز آزول | ۱–۰ | کامیونیکیشنس |
| --------- | --- | ------------ |
|           |     |              |